# Spastomeloe
Spastomeloe là một chi bọ cánh cứng trong họ Meloidae.
Chi này được miêu tả khoa học năm 1985 bởi Selander.

## Các loài
Các loài trong chi này gồm:
- Spastomeloe formosus Selander, 1985
- Spastomeloe singularis Selander, 1985
- Spastomeloe weyrauchi (Kaszab, 1963)